# Tu m'oublieras (film)
Pour l’article homonyme, voir Tu m'oublieras.
Pour plus de détails, voir Fiche technique et Distribution.
Tu m'oublieras est un film français réalisé par Henri Diamant-Berger et sorti en 1932.

## Synopsis
Une chanteuse de music-hall a eu de grands succès dans les années 1910 grâce à ses deux impresarios. Vingt ans plus tard, à l'approche de sa mort, elle souhaite leur confier sa fille.

## Fiche technique
- Réalisation et scénario : Henri Diamant-Berger
- Photographie : Maurice Desfassiaux (en)
- Décors : Paul Colin[1]
- Costumes : Charlotte Revyl
- Musique : Jean Lenoir
- Société de production : Erka-Prodisco
- Pays :  France
- Format :  Noir et blanc - 1,20:1 - 35 mm - son mono
- Durée : 82 minutes
- Date de sortie: 26 août 1932 (France)

## Distribution
- Colette Darfeuil : Yvonne
- Alice Tissot : Rosine
- Marcel Vallée : Oscar Battendier
- Abel Jacquin : John Masterfield
- Jean d'Yd : Adolphe Dautrive
- Géo Charley : le manager
- Armand Bernard : Isidore
- Damia : Estelle